# Phyllachora luzulae
Phyllachora luzulae är en svampart som först beskrevs av Gottlob Ludwig Rabenhorst, och fick sitt nu gällande namn av Mordecai Cubitt Cooke 1885. Phyllachora luzulae ingår i släktet Phyllachora och familjen Phyllachoraceae.   Inga underarter finns listade i Catalogue of Life.